# Sénat Koschnick V
Le sénat Koschnick V (Senat Koschnick V) était le gouvernement du Land de Brême du 10 novembre 1983 au 17 septembre 1985, durant la 11e législature du Bürgerschaft. Dirigé par le président du Sénat social-démocrate Hans Koschnick, il était soutenu par le seul Parti social-démocrate d'Allemagne (SPD), qui disposait de la majorité absolue au parlement régional.
Il fut formé à la suite des élections régionales du 25 septembre 1983, au cours desquelles le SPD a conservé sa majorité absolue, acquise en 1971, et succédait au sénat Koschnick III, constitué également du seul SPD.
Il fut remplacé le 17 septembre 1985 par le sénat Wedemeier I, à la suite de la démission de Koschnick et son remplacement par le président du groupe parlementaire régional social-démocrate, Klaus Wedemeier.

## Composition
| Portefeuille                                                                        | Nom                                      | Nom                         | Parti |
| ----------------------------------------------------------------------------------- | ---------------------------------------- | --------------------------- | ----- |
| Président du Sénat Sénateur pour les Affaires ecclésiastiques Maire de Brême        |                                          | Hans Koschnick              | SPD   |
| Sénateur pour l'Intérieur                                                           |                                          | Volker Kröning              | SPD   |
| Sénateur pour l'Administration de la justice, les Prisons et les Affaires fédérales |                                          | Wolfgang Kahrs              | SPD   |
| Sénateur pour les Finances Vice-président du Sénat                                  |                                          | Moritz Thape                | SPD   |
| Sénateur pour les Travaux publics                                                   |                                          | Bernd Meyer                 | SPD   |
| Sénateur pour les Ports, la Navigation et les Transports                            |                                          | Oswald Brinkmann            | SPD   |
| Sénateur pour l'Économie et le Commerce extérieur                                   |                                          | Werner Lenz                 | SPD   |
| Sénateur pour la Santé et les Sports                                                |                                          | Herbert Brückner            | SPD   |
| Sénateur pour la Protection de l'environnement                                      |                                          | Intérim de Herbert Brückner | SPD   |
| Sénateur pour la Protection de l'environnement                                      | Eva-Maria Lemke (à partir du 25.07.1984) |                             | SPD   |
| Sénateur pour l'Éducation, la Science et la Culture                                 |                                          | Horst Werner Franke         | SPD   |
| Sénateur pour le Travail                                                            |                                          | Claus Grobecker             | SPD   |
| Sénateur pour la Jeunesse et les Affaires sociales                                  |                                          | Henning Scherf              | SPD   |